# Ruellien
Die Ruellien (Ruellia) sind eine Pflanzengattung in der Familie der Akanthusgewächse (Acanthaceae). Die 150 bis 300 Arten gedeihen in tropischen bis subtropischen Gebieten fast weltweit.

## Beschreibung

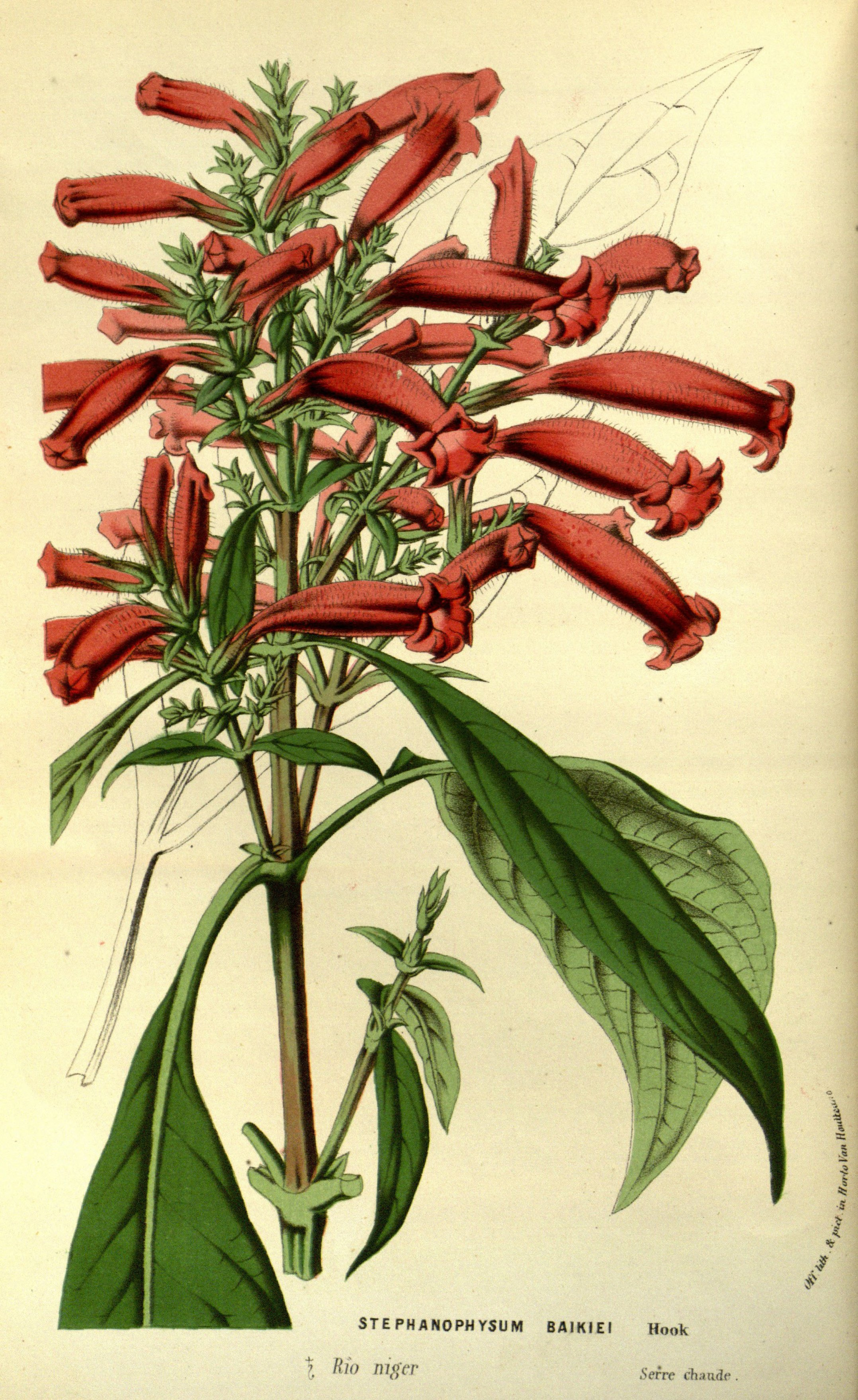
Illustration aus Flore des serres, Volume 14 von Ruellia baikiei

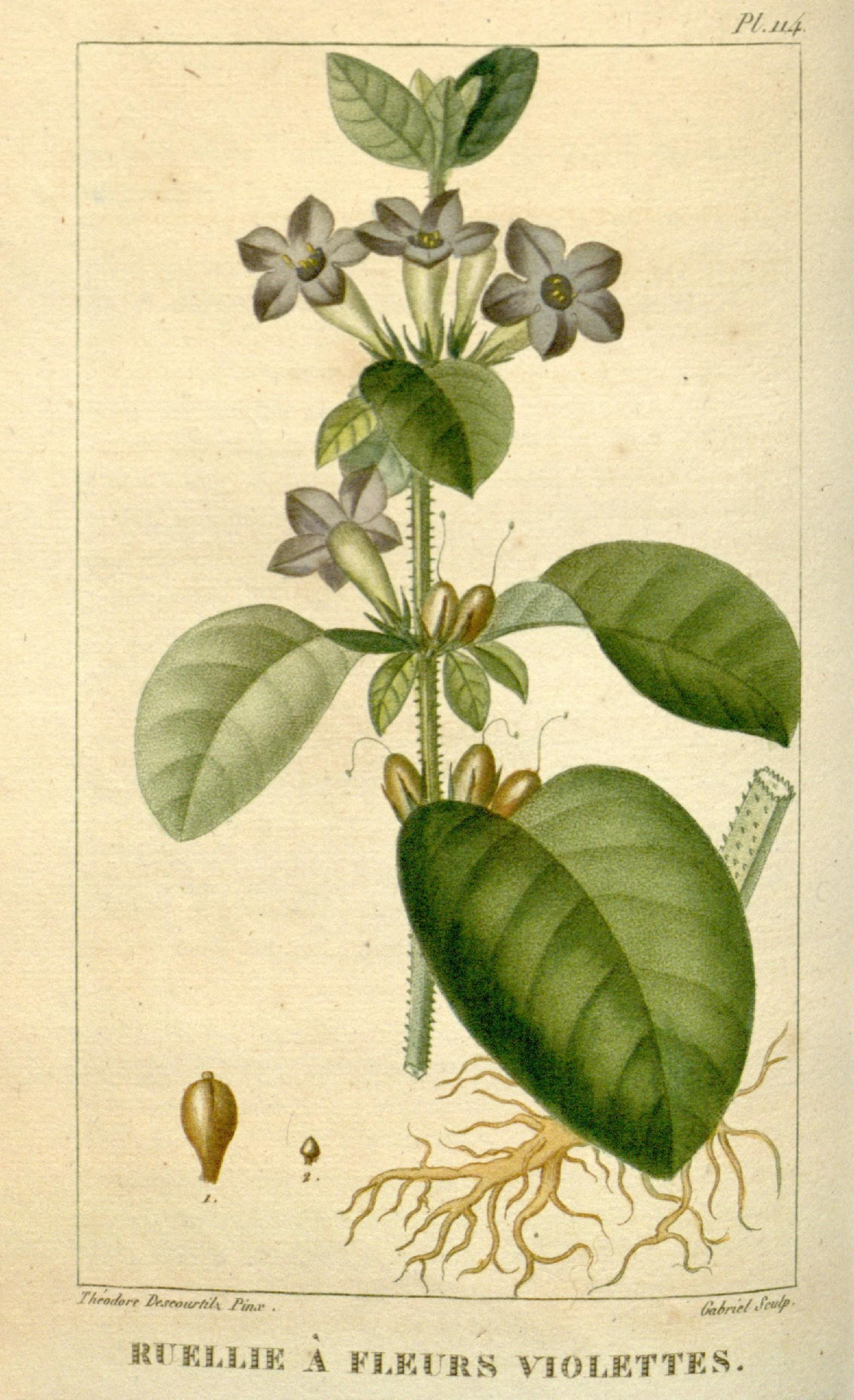
Illustration aus Flore médicale des Antilles, ou, Traité des plantes usuelles, Tafel 114 von Ruellia patula

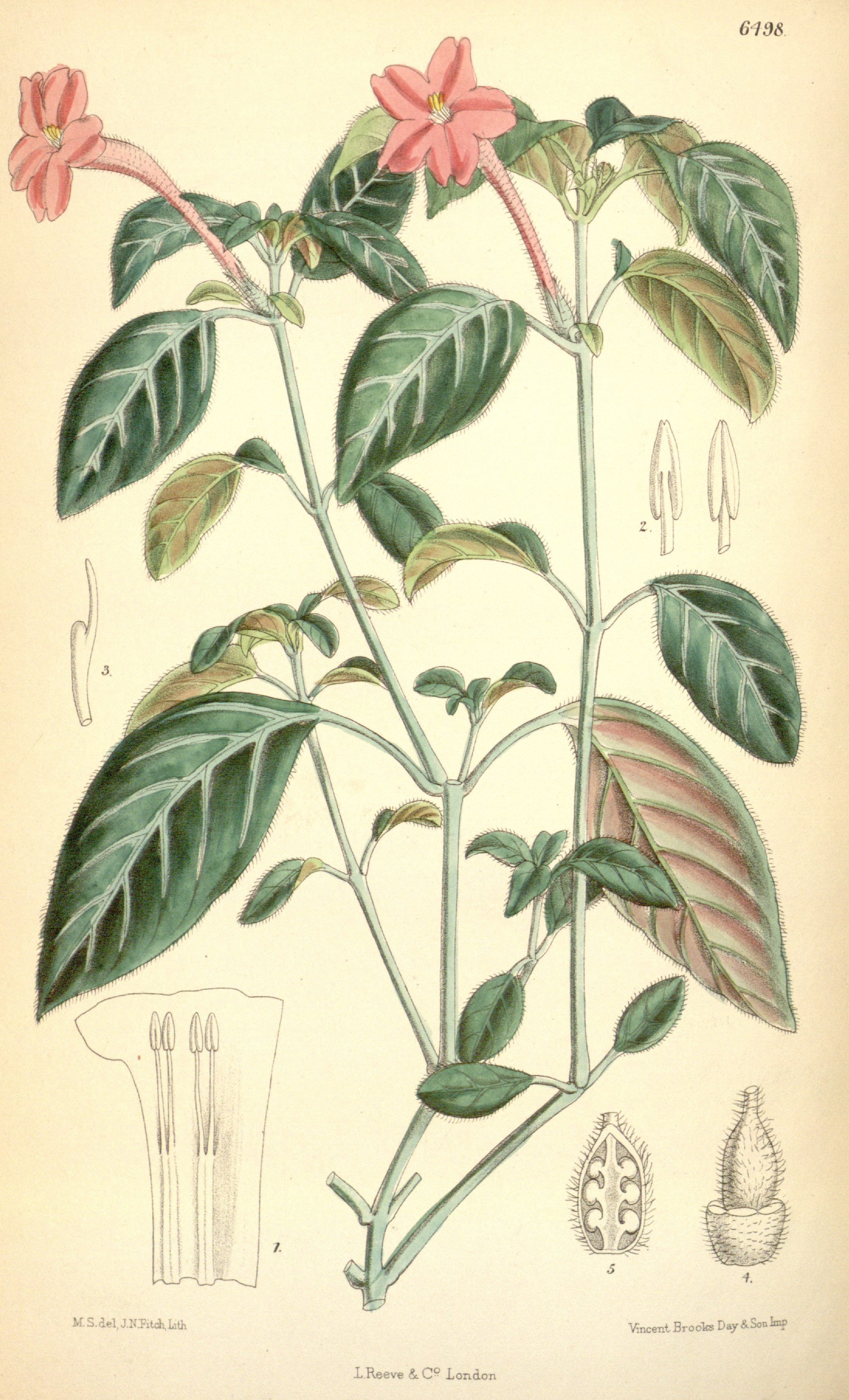
Illustration aus Botanical Magazine, Volume 106, 1880 von Ruellia portellae

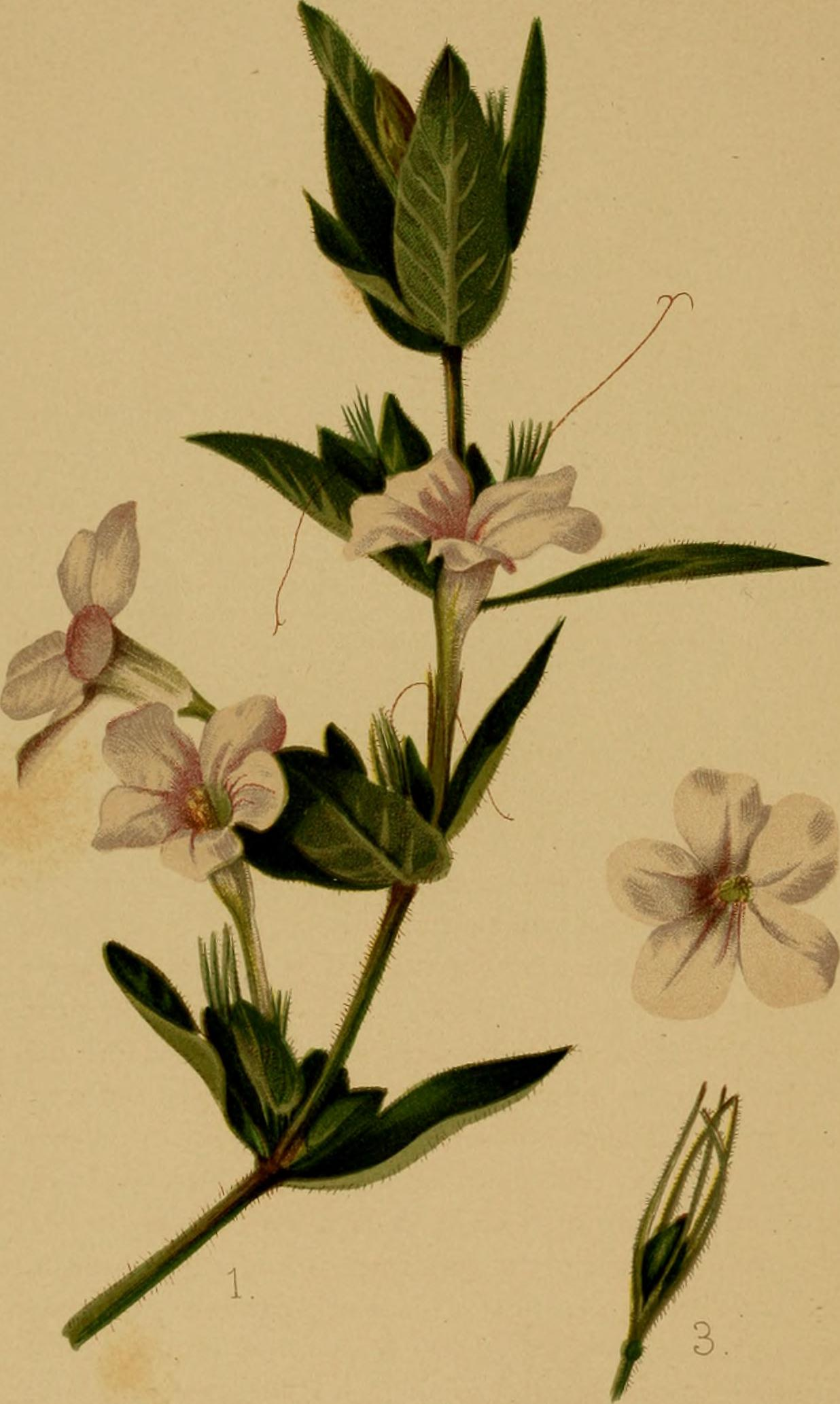
Illustration aus The native flowers and ferns of the United States in their botanical, horticultural and popular aspects, 1879 von Ruellia ciliosa

### Vegetative Merkmale
Ruellia-Arten wachsen als aufrechte, kletternde oder kriechende, einjährige bis ausdauernde krautige Pflanzen und Sträucher. Der Stängel ist vierkantig.
Die gegenständig angeordneten Laubblätter sind gestielt oder ungestielt. Die meist einfachen Blattspreiten sind elliptisch, eiförmig-lanzettlich oder länglich-spatelförmig mit spitzem-zugespitztem oder stumpfem oberem Ende. Die Blattränder sind glatt. Nebenblätter fehlen.

### Generative Merkmale
Die end- oder seitenständigen Blütenstände sind verschiedengestaltig. Trag- und Deckblätter sind vorhanden oder fehlen. Es können Blütenstiele vorhanden sein.
Die oft großen, zwittrigen Blüten sind fünfzählig und radiärsymmetrisch bis zygomorph mit doppelter Blütenhülle. Die fünf Kelchblätter sind mehr oder weniger gleich lang und nur an ihrer Basis miteinander verwachsen. Die fünf Kronblätter sind zweilippig röhren- bis trichterförmig verwachsen. Die Farbe der Kronblätter ist gelb, weiß oder rot bis purpurfarben. Je zwei der vier fertilen Staubblätter sind miteinander verwachsen. Zwei Fruchtblätter sind zu einem oberständigen Fruchtknoten verwachsen mit zwei bis zehn Samenanlagen je Fruchtknotenkammer. Der dünne Griffel endet in einer ungleich zweilappigen Narbe.
Meist zwei bis zwanzig Samen reifen in zweifächerigen Kapselfrüchten. Die abgeflachten bis flachen Samen sind ei- oder kugelförmig.

## Ökologie
Die Bestäubung erfolgt durch Insekten (Entomophilie). Die Ausbreitungseinheit (Diaspore) ist der Same.

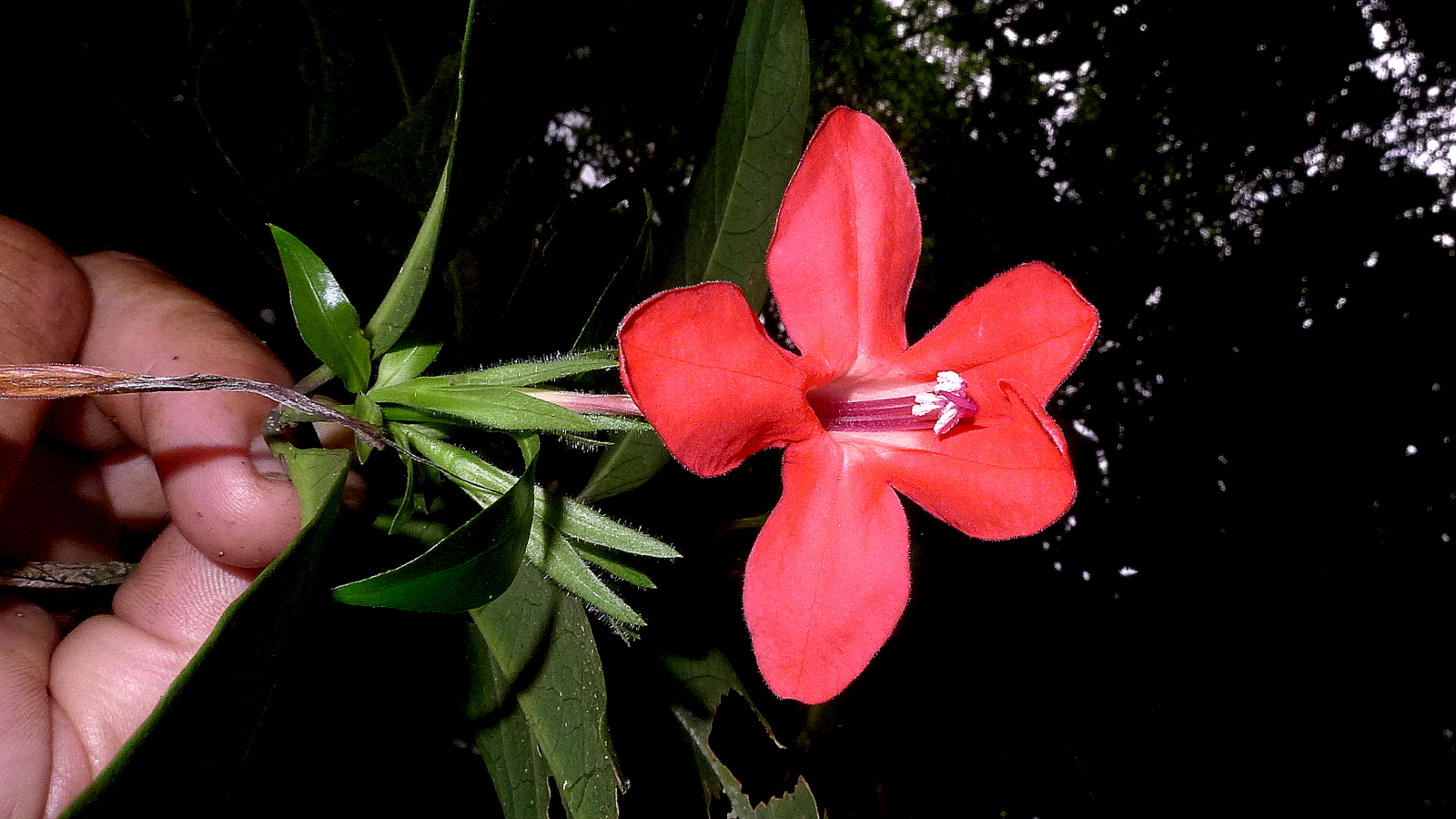
Ruellia affinis

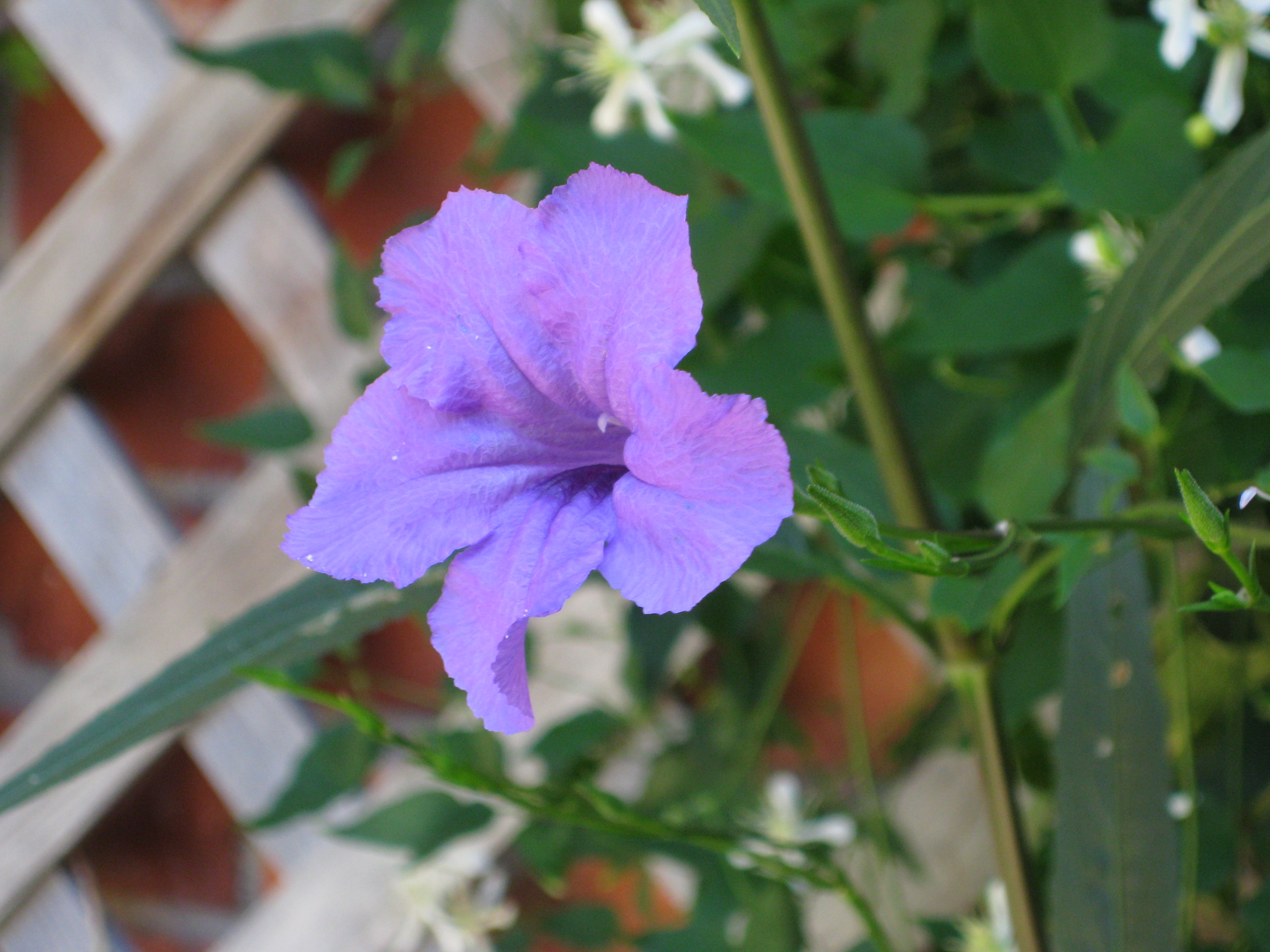
Ruellia angustifolia

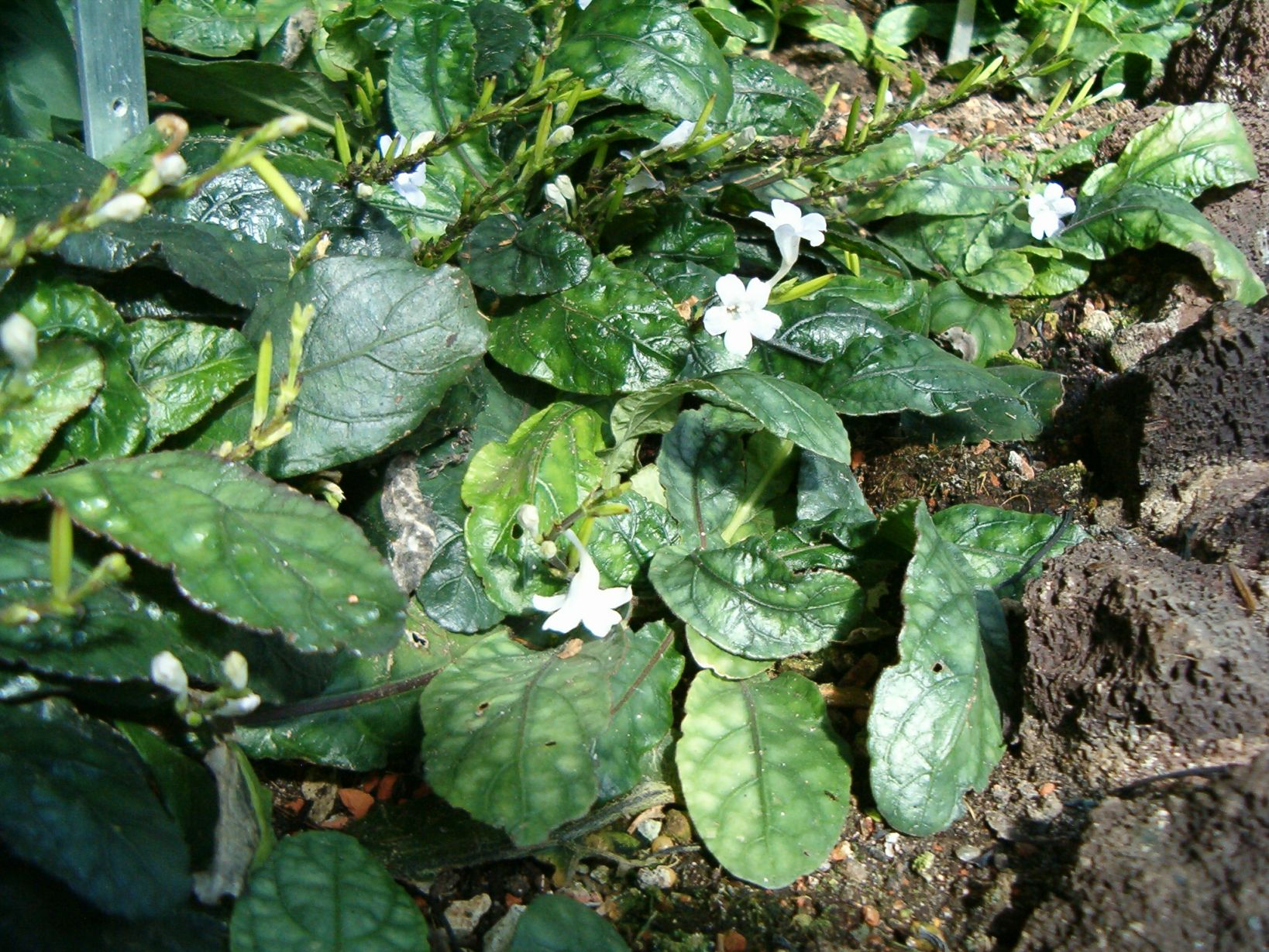
Ruellia drymophila

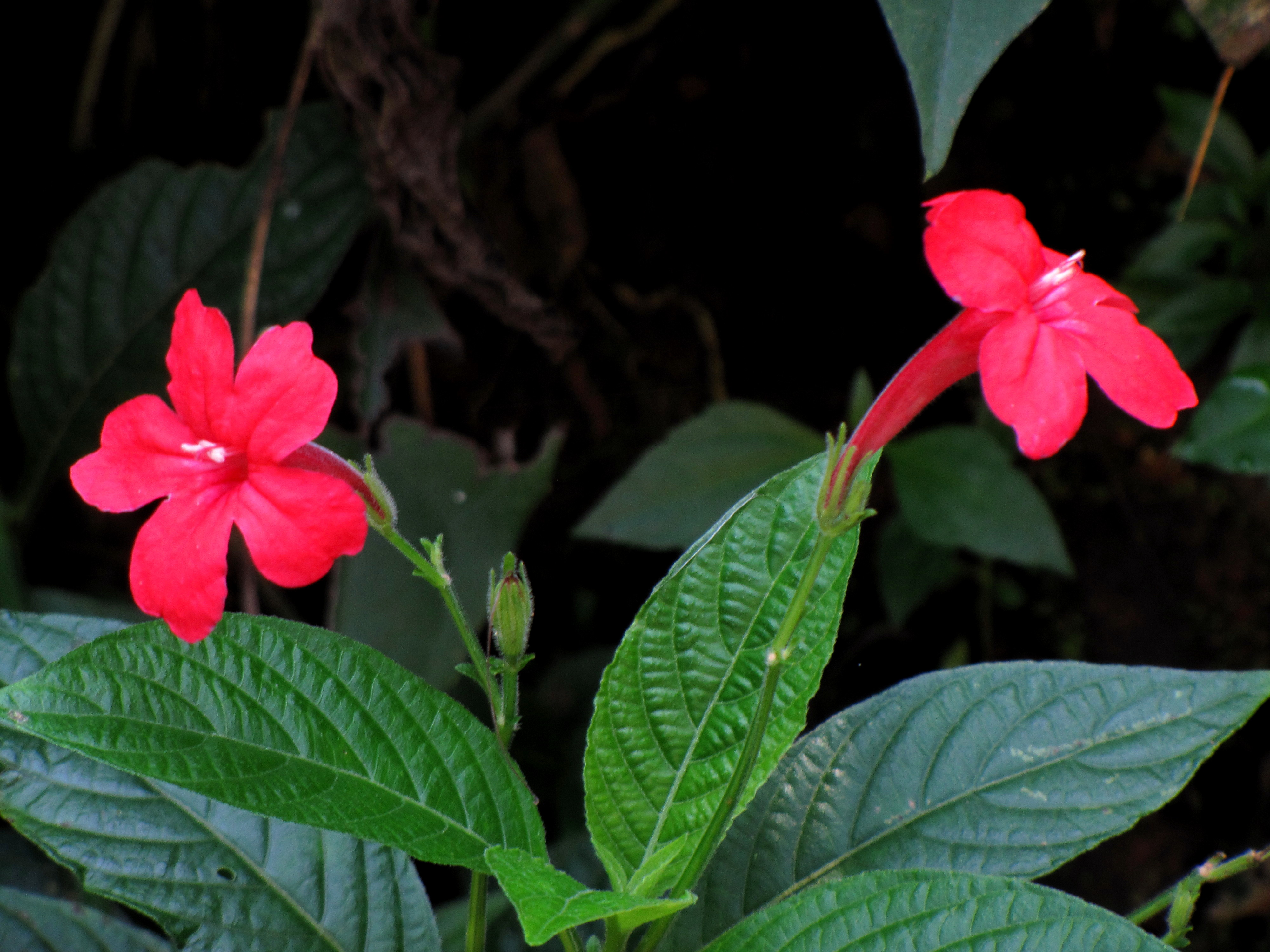
Ruellia elegans

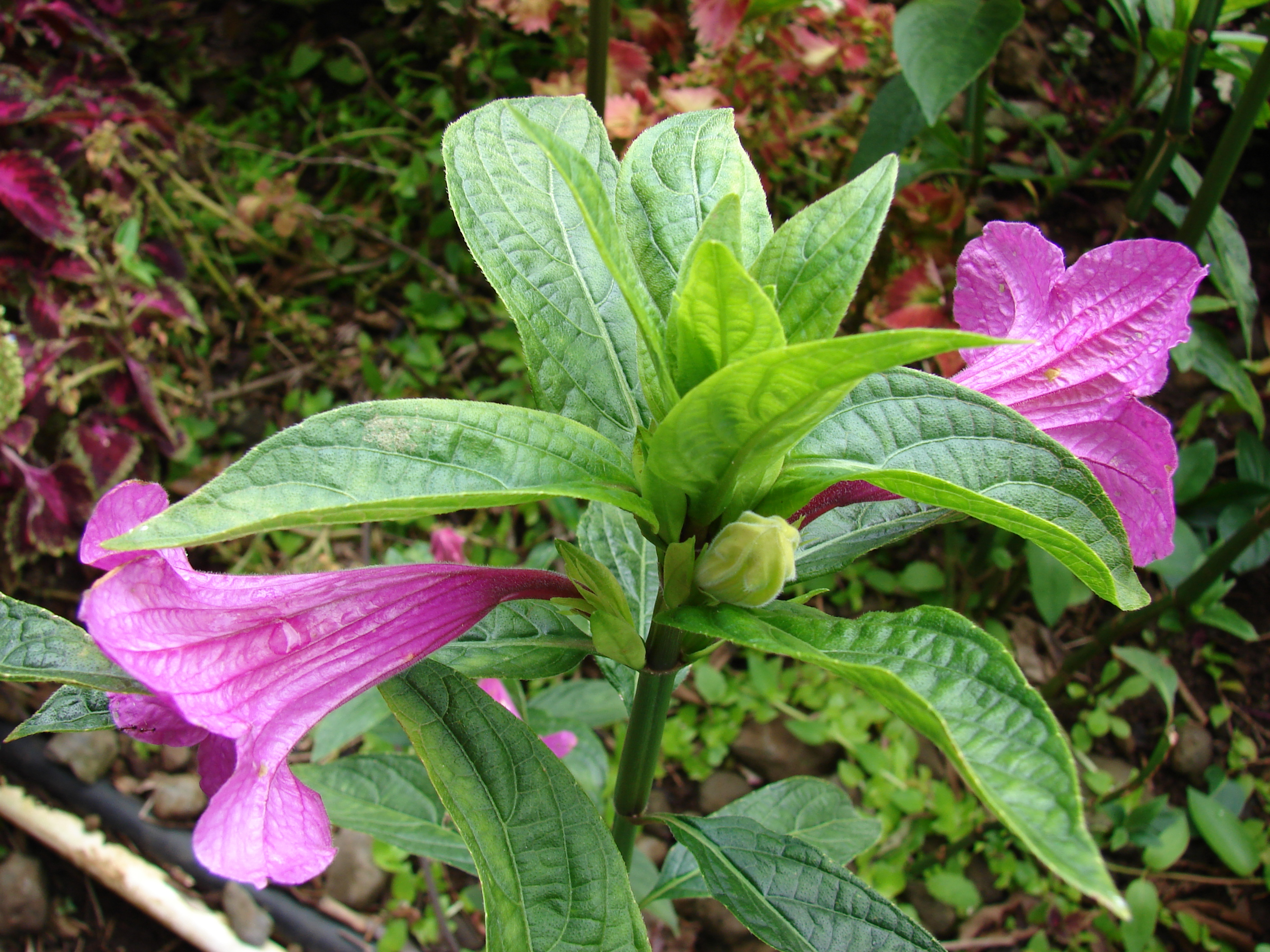
Ruellia macrantha

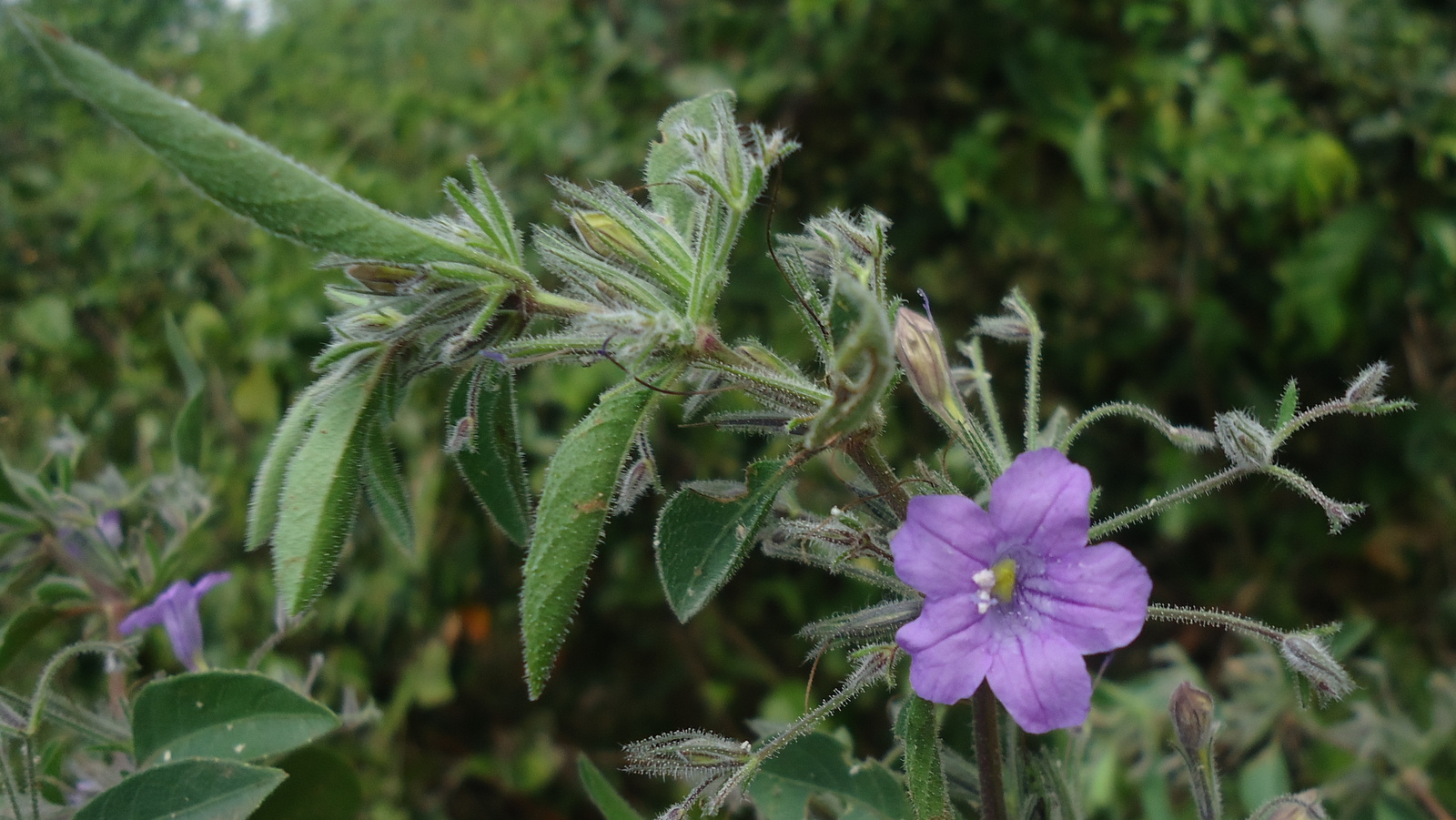
Ruellia paniculata

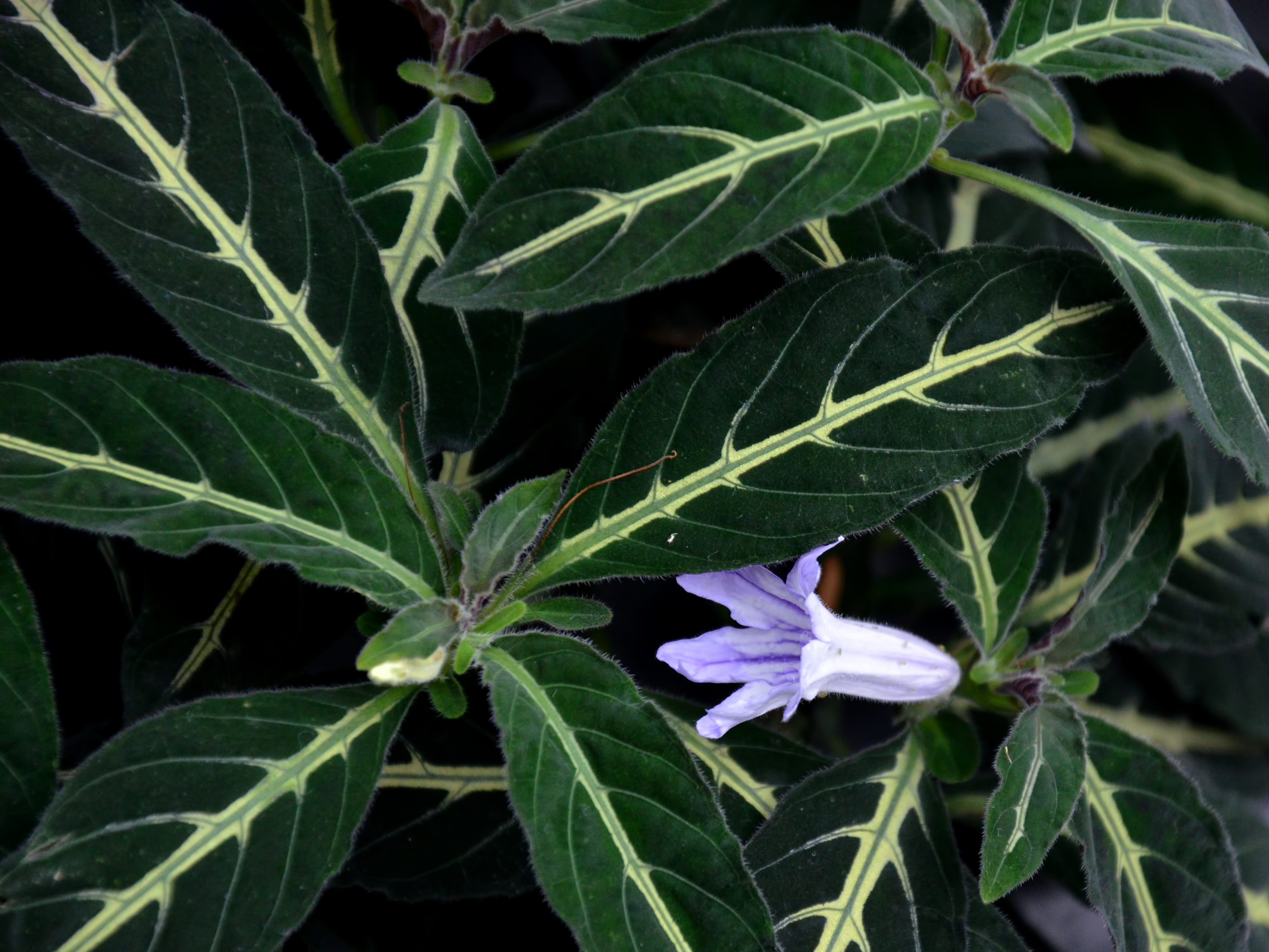
Ruellia portellae

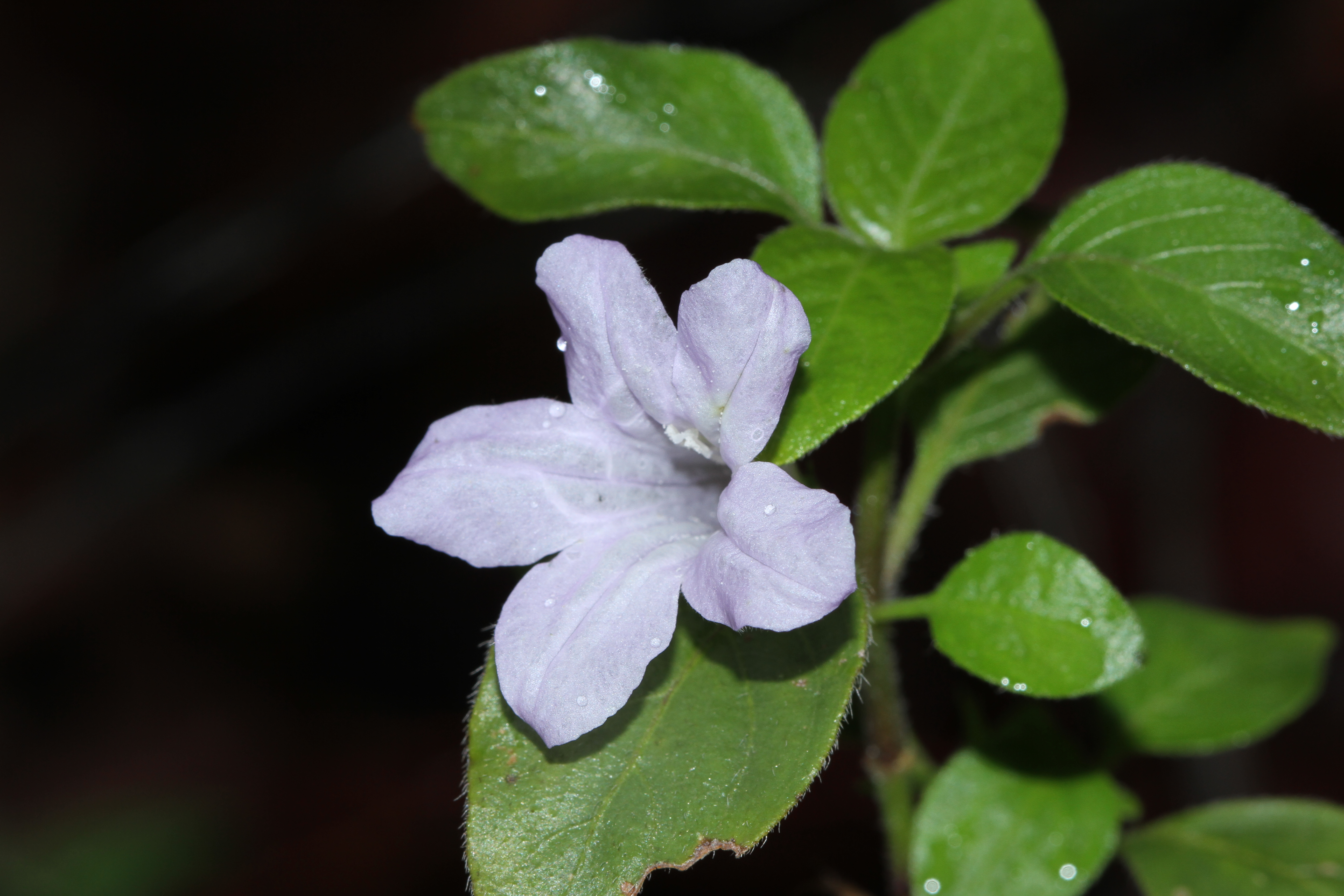
Ruellia prostrata

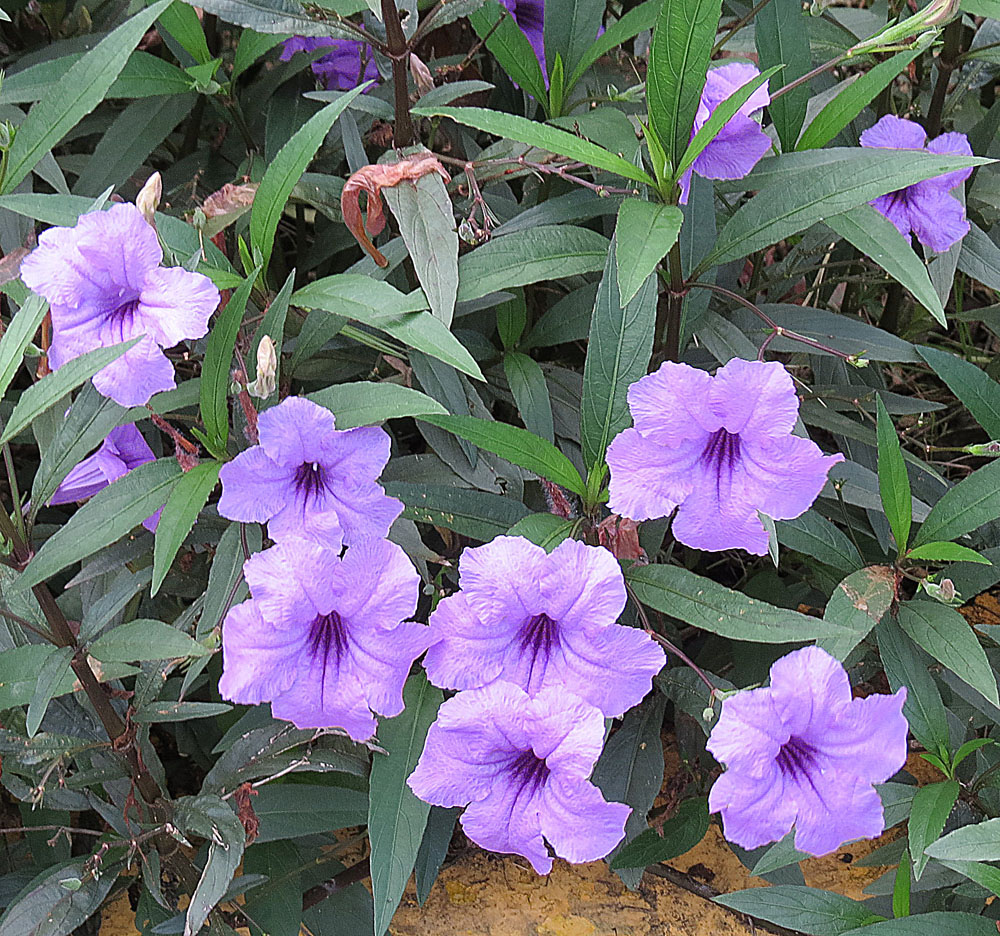
Ruellia simplex

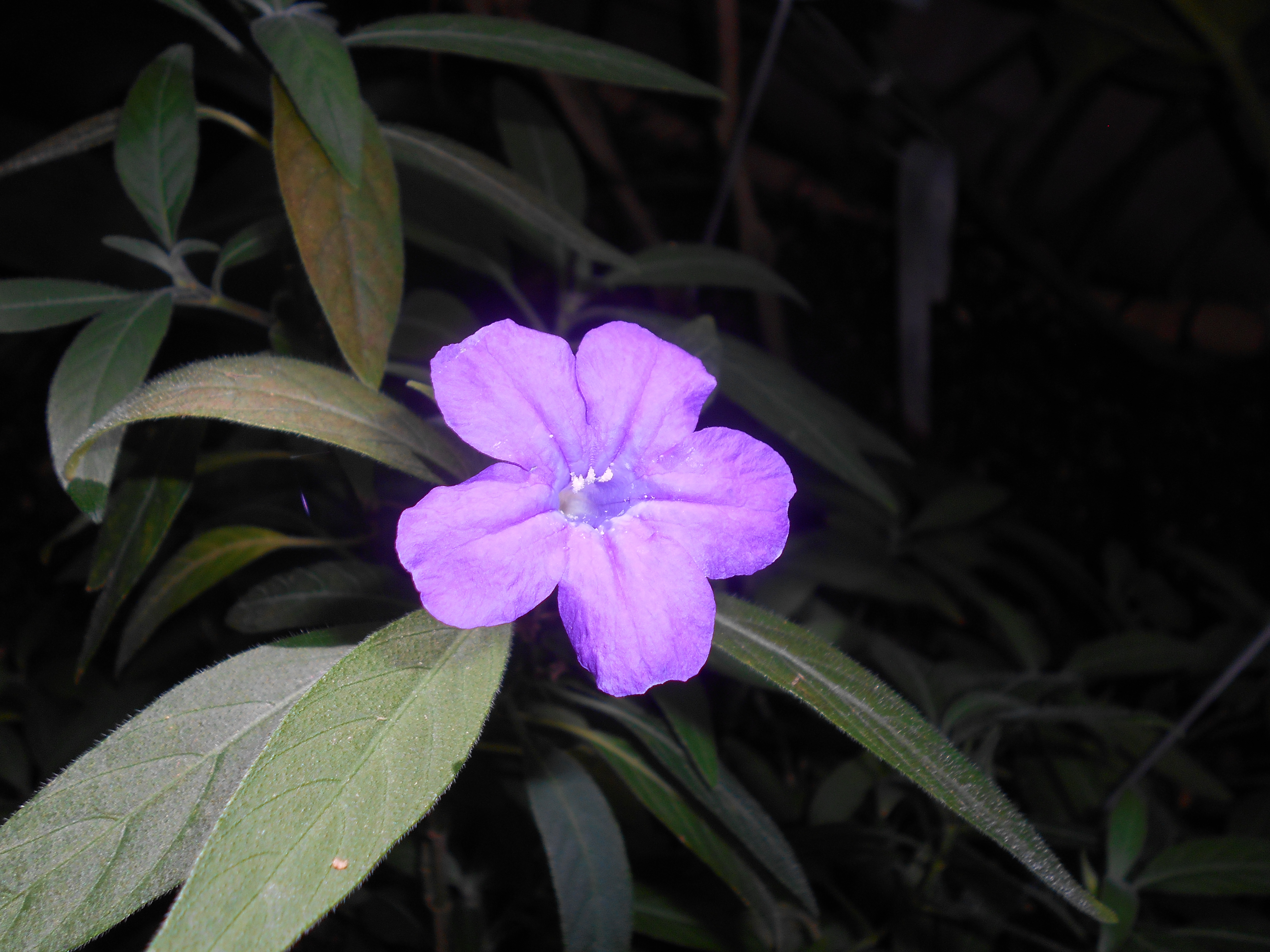
Ruellia squarrosa

Ruellia tuberosa

## Verbreitung und Systematik
Die Gattung Ruellia wurde 1753 durch Carl von Linné in Species Plantarum Band 2 Seite 634 aufgestellt. Der Gattungsname Ruellia ehrt den französischen Humanisten, Arzt und Botaniker Jean Ruel (1474–1637).  Als Lektotypusart wurde 1913 Ruellia tuberosa L. durch Nathaniel Lord Britton und Addison Brown in An Illustrated Flora of the Northern United States, 2. Auflage, 3, Seite 241 festgelegt.
Synonyme für Ruellia L. sind: Aphragmia Nees, Arrhostoxylum Nees, Benoicanthus Heine & A.Raynal, Blechum P.Browne, Brunoniella Bremek., Copioglossa Miers, Cryphiacanthus Nees, Dinteracanthus C.B.Clarke ex Schinz, Dipteracanthus Nees, Endosiphon T.Anderson ex Benth. & Hook. f., Eusiphon Benoist, Gymnacanthus Nees, Gymnacanthus Oerst., Leptosiphonium F.Muell., Lychniothyrsus Lindau,Nothoruellia Bremek., Pararuellia Bremek., Pattersonia J.F.Gmel., Polylychnis Bremek., Pseudoruellia Benoist, Sclerocalyx Nees,Spirostigma Nees Stenoschista Bremek., Stephanophysum Pohl, Tacoanthus Baill., Ulleria Bremek.
Die Ruellia-Arten sind von den tropischen bis zu den subtropischen Regionen der Neuen Welt und der Alten Welt auf beiden Hemisphären heimisch.
Die Gattung Ruellia gehört zur großen Tribus Ruellieae in der Unterfamilie Acanthoideae.

### Ausgewählte Arten und ihre Verbreitung
Es gibt etwa 150 bis 300 Arten in der Gattung Ruellia:
- Ruellia affinis (Schrad.) Lindau: Sie kommt in Brasilien vor.[3]
- Ruellia albopurpurea Benoist: Die drei Varietäten kommen in Madagaskar nur in der Provinz Toliara vor.[5]
- Ruellia anaticollis Benoist: Die zwei Varietäten kommen in Madagaskar nur in den Provinzen Fianarantsoa sowie Toliara vor.[5]
- Ruellia ansericollis Benoist: Sie kommt in Madagaskar nur in der Provinz Toliara vor.[5]
- Ruellia baikiei (Hook.) Benth. & Hook. f. ex Salomon
- Ruellia blechum L.: Sie kommt ursprünglich in Mexiko, in der Karibik, in Mittel- und Südamerika vor und ist in China, Neuguinea, auf den Philippinen, auf Hawaii, Palau und Fidschi ein Neophyt.[3]
- Ruellia blumei Steud. (Syn.: Ruellia tetragona Blume)
- Ruellia brevifolia (Pohl) C.Ezcurra (Syn.: Ruellia graecizans Backer): Sie kommt ursprünglich in Brasilien, Argentinien, Paraguay, Peru, Bolivien, Ecuador sowie Kolumbien vor und ist in Australien, auf den Fidschi-Inseln, auf Hawaii und auf Réunion ein Neophyt.[3]
- Ruellia capuronii Benoist (Syn.: Ruellia prostrata var. rivularis Boivin ex Benoist, Ruellia rivularis (Benoist) Boivin ex Benoist): Sie kommt in Madagaskar nur in der Provinz Antsiranana vor.[5]
- Ruellia caroliniensis (J.F.Gmel.) Steud. (Syn.: Pattersonia caroliniensis J.F.Gmel.): Sie kommt in den östlichen Vereinigten Staaten und in Texas vor.[3]
- Ruellia cernua Roxb.: Sie kommt in Indien vor.[3]
- Ruellia chartacea (T.Anderson) Wassh. (Syn.: Ruellia colorata Baill. non Blume): Sie kommt in Kolumbien, Ecuador und Peru vor.[3]
- Ruellia ciconiicollis Benoist: Sie kommt in Madagaskar nur in der Provinz Toliara vor.[5]
- Ruellia ciliatiflora Hook. (Syn.: Ruellia lorentziana Griseb.): Sie kommt in Brasilien, Argentinien, Paraguay und Bolivien vor und ist in Florida ein Neophyt.[3]
- Ruellia ciliosa Pursh: Sie kommt in den südöstlichen Vereinigten Staaten vor.[3]
- Ruellia cyanea (Nees) T.Anderson: Sie kommt in Madagaskar in den Provinzen Antananarivo, Antsiranana, Fianarantsoa, Toamasina sowie Toliara vor.[5]
- Ruellia decaryi Benoist: Dieser Endemit kommt in Madagaskar nur in der Provinz Toliara vor.[5]
- Ruellia dequairei Benoist: Dieser Endemit kommt in Madagaskar nur in der Provinz Toamasina vor.[5]
- Ruellia detonsa Benoist: Sie kommt in Madagaskar nur in der Provinz Toliara vor.[5]
- Ruellia devosiana Jacob-Makoy ex E.Morren: Die Heimat ist unbekannt, sie kommt auf Hawaii als Neophyt vor.[3]
- Ruellia dissidens Benoist: Die fünf Varietäten kommen nur auf Madagaskar vor.[5]
- Ruellia domatiata I.Darbysh. & E.A.Tripp: Sie wurde 2017 aus Madagaskar erstbeschrieben und kommt wohl nur in der Provinz Antsiranana vor.[5][6]
- Ruellia elegans Poir.
- Ruellia exilis E.Tripp & McDade: Sie wurde 2007 aus Costa Rica erstbeschrieben.[7]
- Ruellia fiherenensis Benoist: Sie kommt in Madagaskar in den Provinzen Fianarantsoa sowie Toliara vor.[5]
- Ruellia fulgida Andrews: Sie kommt in Kolumbien, Venezuela, Panama und auf Karibischen Inseln vor.[3]
- Ruellia geayi (Benoist) E.A.Tripp (Syn.: Eusiphon geayi Benoist, Eusiphon longistamineus Benoist): Diese Neukombination erfolgte 2007. Sie kommt in Madagaskar in den Provinzen Fianarantsoa, Mahajanga sowie Toliara vor.[5]
- Ruellia geniculata (Nees) Benoist (Syn.: Dyschoriste geniculata Nees): Sie kommt in Madagaskar vor.[5]
- Ruellia gruicollis Benoist: Sie kommt in Madagaskar in den Provinzen Fianarantsoa, Mahajanga sowie Toliara vor.[5]
- Ruellia heterosepala Benoist: Sie kommt in Madagaskar nur in der Provinz Antsiranana vor.[5]
- Behaarte Ruellie (Ruellia humilis Nutt.): Sie kommt in den Vereinigten Staaten vor.[3]
- Ruellia indecora Benoist: Dieser Endemit kommt in Madagaskar nur in der Provinz Mahajanga vor.[5]
- Ruellia latisepala Benoist: Sie kommt in Madagaskar nur in der Provinz Toliara vor.[5]
- Ruellia leptosepala Benoist: Dieser Endemit kommt in Madagaskar nur in der Provinz Toliara vor.[5]
- Ruellia linearibracteolata Lindau (Syn.: Ruellia sindica A.Ghafoor & Heine, Dipteracanthus longifolius Stocks)
- Ruellia linifolia Benoist: Dieser Endemit kommt in Madagaskar nur in der Provinz Toliara vor.[5]
- Ruellia macrantha Mart. ex Nees: Sie kommt in Brasilien vor.[3]
- Ruellia macrophylla Vahl: Sie kommt im südlichen Mexiko, in Panama, Kolumbien, Venezuela und auf Kuba vor.[3]
- Ruellia makoyana hort. Makoy ex Closon (Syn.: Ruellia portellae Hook. f.): Sie wird auch als Zimmerpflanze verwendet.
- Ruellia mira E.Tripp & McDade: Sie wurde 2007 aus Costa Rica erstbeschrieben.[7]
- Ruellia misera Benoist: Dieser Endemit kommt in Madagaskar nur in der Provinz Toliara vor.[5]
- Ruellia monanthos (Nees) Bojer ex T.Anderson: Sie kommt in Madagaskar in den Provinzen Fianarantsoa, Toamasina sowie Toliara vor.[5]
- Ruellia norvegigratiosa E.Tripp & McDade: Sie wurde 2007 aus Costa Rica erstbeschrieben.[7]
- Ruellia nudiflora (Engelm. & A. Gray) Urb.: Sie kommt in Texas, New Mexico, Arizona und Mexiko bis Panama vor.[3]
- Ruellia nummularia Benoist: Sie kommt in Madagaskar nur in der Provinz Toliara vor.[5]
- Ruellia odorata E.Tripp & McDade: Sie wurde 2007 aus Costa Rica erstbeschrieben.[7]
- Ruellia patula Jacq.
- Ruellia pauciovulata Benoist: Sie kommt in Madagaskar nur in der Provinz Toliara vor.[5]
- Ruellia pedunculata Torr. ex A.Gray
- Ruellia perrieri Benoist: Sie kommt in Madagaskar nur in der Provinz Toliara vor.[5]
- Ruellia poissonii Benoist: Sie kommt in Madagaskar vor.[5]
- Ruellia prostrata Poir. (Syn. Dipteracanthus prostratus (Poir.) Nees): Sie kommt im tropischen Afrika, in Madagaskar, in Indien, Indonesien, Sri Lanka und im westlichen Australien vor.[3]
- Ruellia quadrisepala Benoist: Sie kommt in Madagaskar vor.[5]
- Ruellia quartziticola Callm., E.A.Tripp & Phillipson (Syn.: Eusiphon longissimus Benoist, Ruellia longissima (Benoist) E.A.Tripp): Sie kommt in Madagaskar in den Provinzen Antananarivo sowie Fianarantsoa vor.[5]
- Ruellia rosea Hemsl.: Sie kommt in Mexiko vor.[3]
- Ruellia saccifera Benoist: Sie kommt in Madagaskar nur in der Provinz Toliara vor.[5]
- Ruellia simplex C.Wright (Syn.: Ruellia brittoniana Leonard, Ruellia coerulea Morong, Ruellia spectabilis Britton, Ruellia tweedieana Griseb.): Sie kommt ursprünglich in Mexiko, auf karibischen Inseln und in Südamerika vor und ist in den südlichen Vereinigten Staaten ein Neophyt.[3]
- Ruellia singularis Benoist: Sie kommt in Madagaskar vor.[5]
- Ruellia squarrosa (Fenzl) Cufod. (Syn.: Dipteracanthus squarrosus Fenzl): Sie kommt nur im mexikanischen Bundesstaat Veracruz vor.[3]
- Ruellia spatulifolia Benoist: Sie kommt in Madagaskar nur in der Provinz Toliara vor.[5]
- Ruellia stelligera Benoist: Sie kommt in Madagaskar vor.[5]
- Kahle Ruellie (Ruellia strepens L.): Sie kommt in den Vereinigten Staaten vor.[3]
- Ruellia tachiadena (Heine & A.Raynal) E.A.Tripp (Syn.: Benoicanthus tachiadenus Heine & A.Raynal, Ruellia gruicollis var. angustifolia Benoist): Diese Neukombination erfolgte 2013. Die Art kommt in Madagaskar nur in der Provinz Fianarantsoa vor.[5]
- Ruellia transitoria Benoist: Sie kommt in Madagaskar nur in der Provinz Toliara vor.[5]
- Ruellia tuberosa L. (Syn.: Ruellia picta G.Lodd.): Sie kommt ursprünglich in Kolumbien, Peru, Venezuela, Suriname, Guayana und Französisch-Guayana und auf zahlreichen Inseln der Karibik vor.[3]
- Ruellia turbinis Benoist: Dieser Endemit kommt in Madagaskar nur in der Provinz Toliara vor.[5]

Früher zur Gattung Ruellia gehörende Arten (Auswahl):
- Ruellia alata Wall. → Strobilanthes wallichii
- Ruellia alopecuroidea, Ruellia alopecuroides Vahl → Teliostachya alopecuroidea
- Ruellia difformis L. f. → Indischer Wasserstern (Hygrophila difformis)
- Ruellia brasiliensis Spreng. oder Ruellia costata → Hygrophila costata
- Ruellia repanda L. → Hemigraphis repanda
- Ruellia zeylanica Roxb. → Asystasia gangetica subsp. gangetica